# UCI-Cyclocross-Weltcup 1999/2000
Beim UCI-Cyclocross-Weltcup 1999/2000 wurden von November 1999 bis Januar 2000 durch die Union Cycliste Internationale Weltcup-Sieger im Cyclocross ermittelt. 
Es gab ausschließlich Rennen für Männer in der Elite, die an sechs Weltcup-Stationen in sechs verschiedenen Ländern ausgetragen wurden.

## Elite

### Männer
| Rnd | Datum             | Ort        | Erster          | Zweiter             | Dritter             |
| --- | ----------------- | ---------- | --------------- | ------------------- | ------------------- |
| 1   | 7. November 1999  | Safenwil   | Sven Nys        | Richard Groenendaal | Jiří Pospíšil       |
| 2   | 21. November 1999 | Tábor      | Mario De Clercq | Sven Nys            | Richard Groenendaal |
| 3   | 5. Dezember 1999  | Leudelange | Sven Nys        | Richard Groenendaal | Adrie van der Poel  |
| 4   | 19. Dezember 1999 | Kalmthout  | Bart Wellens    | Sven Nys            | Adrie van der Poel  |
| 5   | 2. Januar 2000    | Zeddam     | Mario De Clercq | Sven Nys            | Richard Groenendaal |
| 6   | 16. Januar 2000   | Nommay     | Daniele Pontoni | Richard Groenendaal | Mario De Clercq     |

Gesamtwertung
| Platz | Name                | Punkte |
| ----- | ------------------- | ------ |
| 1     | Sven Nys            | 300    |
| 2     | Richard Groenendaal | 268    |
| 3     | Mario De Clercq     | 245    |
| 4     | Adrie van der Poel  | 195    |
| 5     | Daniele Pontoni     | 184    |
| 6     | Erwin Vervecken     | 179    |